# Valvuloplastica
La valvuloplastica è un intervento chirurgico con il quale si corregge anatomicamente una valvola del sistema cardiocircolatorio, senza sostituirla con una protesi.

## La valvuloplastica nelle stenosi valvolari cardiache

### Stenosi aortica
Nella stenosi aortica vi è la possibilità di dilatare il tratto stenotico tramite un catetere a palloncino in modo da ottenere un allargamento del lume, una diminuzione del gradiente di pressione e un maggiore flusso ematico. Tuttavia, questo intervento è sconsigliato per via del gran numero di complicanze, soprattutto nelle stenosi di origine calcifica, fatti esclusi alcuni difetti congeniti. La terapia d'elezione per questo tipo di patologia è la sostituzione di valvola, da effettuarsi con chirurgia tradizionale o angioplastica percutanea.

### Stenosi mitralica
La valvuloplastica riveste un ruolo maggiore nella stenosi mitralica; in questa patologia è possibile effettuarla sia con chirurgia tradizionale, sia con chirurgia endovascolare. Nel primo caso l'intervento prende il nome di commissurotomia e viene normalmente eseguita in circolazione extracorporea. Nel secondo caso si procede a cateterizzazione della vena femorale, per risalire fino all'atrio destro per poi forare il setto interatriale e portare il palloncino in sede oppure con accesso dall'esterno tramite l'auricola sinistra; infine si procede a una dilatazione pneumatica dell'anello stenotico. La dilatazione pneumatica è tuttavia poco utilizzata per via dell'alto rischio di embolia polmonare da rottura del palloncino, anche se vi è chi ne sostiene l'efficacia se unita a un attento monitoraggio ecocardiografico. L'alternativa è sempre la sostituzione protesica della valvola.

## La valvuloplastica nelle insufficienze valvolari cardiache

### Insufficienza mitralica
Nel caso di Insufficienza mitralica vi sono due opzioni terapeutiche. La prima è la sostituzione protesica; la seconda è la valvuloplastica effettuata tramite la resezione e sutura di una parte del lembo posteriore della valvola. Non vi è grande differenza in termini di prognosi tra i due interventi.

### Insufficienza aortica
L'intervento d'elezione in questa patologia è la sostituzione protesica; la valvuloplastica non vi trova impiego.

## La valvuloplastica nella insufficienza venosa cronica degli arti inferiori
Nella patologia varicosa le valvole delle vene diventano incontinenti per dilatazione. L'approccio preferenziale in questo tipo di patologia è la chirurgia tradizionale, con safenectomia e legatura delle vene perforanti; in alternativa la chirurgia endovascolare propone soluzioni basate su radiofrequenze, laser o criosclerosi. La valvuloplastica rappresenta una soluzione di secondo livello, basata sulla ricostruzione chirurgica della valvola incontinente; poiché generalmente l'incontinenza valvolare è diffusa a tutto l'arto inferiore, questo intervento è riservato solamente al caso, raro, di incontinenza valvolare singola.